# جورج تي. ديفيس
جورج تي. ديفيس هو محامي وسياسي أمريكي، ولد في 12 يناير 1810 في ساندويتش في الولايات المتحدة، وتوفي في 17 يونيو 1877 في بورتلاند في الولايات المتحدة. نشط حزبياً في حزب اليمين. وقد انتخب عضو مجلس ولاية ماساتشوستس ‏ وانتخب عضو مجلس نواب ماساتشوستس ‏ وانتخب عضو مجلس النواب الأمريكي ‏.